# William Reid (allenatore di pallacanestro)
William A. Reid jr. (Adrian, 28 settembre 1893 – Hamilton, 30 ottobre 1955) è stato un cestista, allenatore di pallacanestro e dirigente sportivo statunitense, membro del Naismith Memorial Basketball Hall of Fame dal 1963 in qualità di contributore.

## Carriera
Ha allenato la Colgate University per quasi 20 anni. Successivamente ha ricoperto incarichi dirigenziali: fu vice presidente della NCAA dal 1942 al 1946, presidente della Eastern College Athletic Conference nel biennio 1944-1945.